# Plată per click
Plata per clic (în engleză pay per click, abreviat PPC, sau cost per click, abreviat CPC ) e o metodă de a face marketing online prin intermediul căreia plățile către publisheri și rețeaua specifică se fac per accesare (clic). Cu alte cuvinte, reclama făcută advertiserilor este platită doar dacă vizitatorii accesează reclamele dând clic pe ele.
Metoda pay-per-clic este utilizată de către platformele de marketing ale motoarelor de căutare, cum ar fi Google AdWords (redenumit Google Ads în 2018) și Microsoft Bing Ads. Campaniile de publicitate apar în formă de anunțuri text sau imagine, deasupra sau sub rezultate organice, pe paginile cu rezultatele motorului de căutare sau pe oricare site ales, fiind marcate de obicei într-un mod distinctiv.
Poziția anunțurilor publicitare depinde de prețul cuvintelor, strategiiile de licitare și numărul de participanți la procesul de licitare pentru cuvintele cheie vizate.
Rețelele sociale precum Facebook și Twitter au adoptat de asemenea metodata de plată per clic, aceasta devenind în scurt timp un instrument de marketing online popular în rândul utilizatorilor.

## Istoric
Există mai multe site-uri care pretind a fi primul model PPC pe web, cu multe apariții la mijlocul anilor 1990. De exemplu, în 1996, prima versiune cunoscută și documentată a unui PPC a fost inclusă într-un director Web numit Planet Oasis. Aceasta a fost o aplicație desktop care conține legături către site-uri web de informații și comerciale și a fost dezvoltată de Ark Interface II, o diviziune a Packard Bell NEC Computers. Reacțiile inițiale ale companiilor comerciale la modelul "pay-per-visit" al Ark Interface II erau, însă, sceptice. Până la sfârșitul anului 1997, peste 400 de mărci importante plăteau între $ .005 și $ .25 pe clic plus o taxă de plasare. 
În februarie 1998, Jeffrey Brewer de la Goto.com, o companie de pornire cu 25 de angajați (mai târziu Overture, acum parte a Yahoo!), a prezentat o dovadă a conceptului de plată pe clic pentru motoarele de căutare la conferința TED din California. Această prezentare și evenimentele care au urmat au creat sistemul publicitar PPC. Creditul pentru conceptul modelului PPC este în general acordat fondatorului Idealab și Goto.com Bill Gross.